# جاك هوارث
جاك هوارث (بالإنجليزية: Jack Howarth)‏ (27 فبراير 1945 في المملكة المتحدة - ) هو لاعب كرة قدم بريطاني في مركز الهجوم. لعب مع تشيلسي وسويندون تاون ونادي بورنموث ونادي روتشديل ونادي ساوثبورت ونادي ألدرشوت وBasingstoke Town F.C. ‏ ونادي أندوفر ‏ وRomsey Town F.C. ‏ وساوثرن كاليفورنيا لايزرز ‏.

## وصلات خارجية
- جاك هوارث على موقع قاعدة بيانات كرة القدم.إي يو (الإنجليزية)